# Ракич, Александр (футболист)
Александр Ракич (серб. Александар Ракић / Aleksandar Rakić; 7 января 1987, Нови-Сад) — сербский футболист, нападающий.

## Биография
Воспитанник клуба «Войводина» (Нови-Сад). В начале карьеры играл в низших лигах Сербии за «Цемент» (Беочин) и «Палилулац» (Белград).
Летом 2013 года перешёл в армянский клуб «Арарат» (Ереван), в котором провёл два с половиной сезона. В сезонах 2013/14 и 2014/15 забивал по 10 голов, оба раза занимая третье место в споре снайперов чемпионата Армении. В ходе сезона 2015/16 перешёл в другой армянский клуб — «Гандзасар» (Капан), где провёл полсезона.
Летом 2016 года вернулся в Сербию и провёл полсезона в клубе второго дивизиона «Инджия». Затем выступал за мальдивский клуб «Мазия», в его составе участвовал в матчах Кубка АФК. Осенью 2017 года играл во втором дивизионе Израиля за «Хапоэль» (Марморек). В начале 2018 года в течение двух месяцев играл в индийской I-лиге за «Ченнай Сити».
Весной 2018 года перешёл в индонезийский клуб «ПС ТИРА» (позднее «Persikabo 1973») из города Богор, в его составе стал лучшим бомбардиром чемпионата Индонезии 2018 года с 21 голом. Следующий сезон провёл в клубе «Мадура Юнайтед», забив за сезон 12 голов. В 2020 году перешёл в другой индонезийский клуб — «Барито Путера».

## Достижения
- Лучший бомбардир чемпионата Индонезии: 2018 (21 гол)